# Oslaria viridescens
Oslaria viridescens là một loài bướm đêm trong họ Noctuidae.